# Großstadt-Dokumente
Die Großstadt-Dokumente waren eine Veröffentlichungsreihe, die von dem Berliner Schriftsteller und Kulturwissenschaftler Hans Ostwald zwischen 1904 und 1908 im Verlag Hermann Seemann Nachfolger G.m.b.H. (Berlin und Leipzig) herausgebracht wurden. Insgesamt umfasste die Buchreihe 51 Bände. Die einheitliche Einbandgestaltung stammt von Paul Haase.
Die ersten zehn Teile befassten sich mit Berlin, die zweiten zehn Bände waren Wien gewidmet. Zur Jahrhundertwende galt Berlin als geschichtslose Metropole aus der Retorte, Wien dagegen als traditionsbewusste Kulturstadt. Eines der Hauptthemen der Buchreihe war daher auch die parallele Untersuchung der Lebensverhältnisse in Wien und Berlin.
Unter den Autoren der Publikationen waren, neben Ostwald selbst, Julius Bab, Magnus Hirschfeld, Albert Weidner, Wilhelm Hammer, Max Marcuse und Balder Olden. Zu den Autoren der zehn Bände über Wien zählten unter anderen Felix Salten, Alfred Deutsch-German und der Sozialreporter Max Winter, der in seinen „Berliner Studiengängen“ die kommunale Infrastruktur von Berlin inspizierte und mit jener Wiens verglich.
Zu den behandelten Themen gehörten Bohèmekultur und die künstlerische Entwicklung verschiedener Kreise von Jungautoren (Band 2: „Die Berliner Bohème“ von Bab), Homosexualität (Band 3: „Berlins drittes Geschlecht“ von Hirschfeld, sowie der sofort verbotene Band 20: „Die Tribadie Berlins“ von Hammer, der nach dem Verbot durch einen Band über „Berliner Lehrer“ ersetzt wurde) sowie Prostitution (Band 5: „Das Zuhältertum in Berlin“ von Ostwald; Band 23: „Zehn Lebensläufe Berliner Kontrollmädchen“, wiederum von Hammer).

## Bände

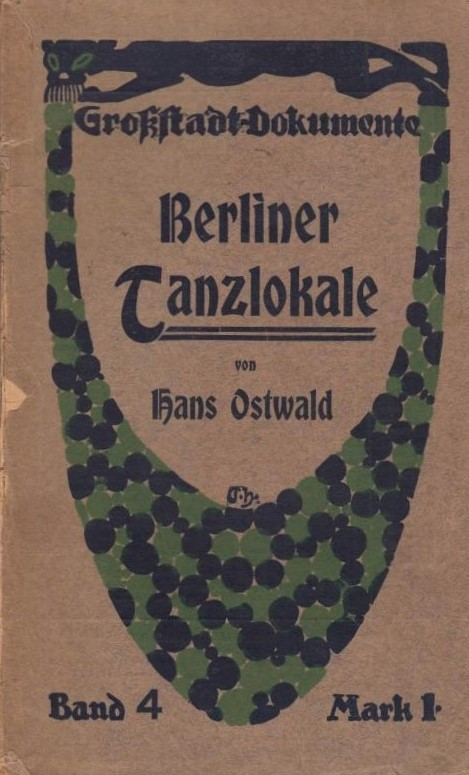
Hans Ostwald: Berliner Tanzlokale, Großstadt-Dokumente Band 4

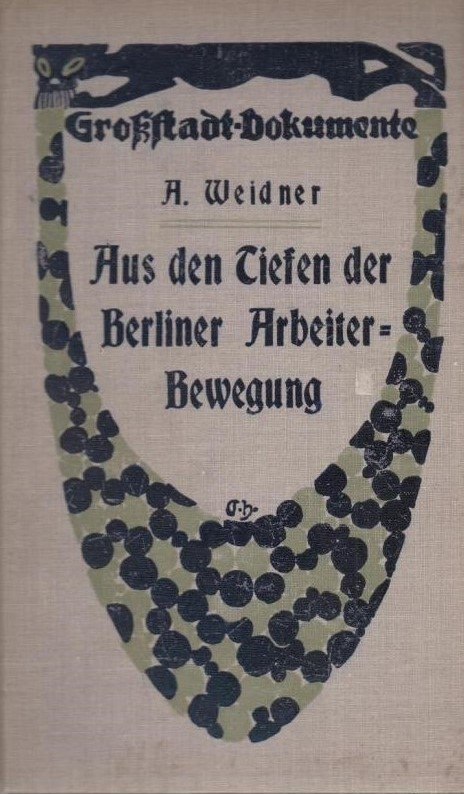
Albert Weidner: Aus den Tiefen der Berliner Arbeiterbewegung, Großstadt-Dokumente Band 9

- Band 1. Hans Ostwald: Dunkle Winkel in Berlin [1904], urn:nbn:de:kobv:109-1-5663043, digitalisiert von: Zentral- und Landesbibliothek Berlin, 2014.
- Band 2. Julius Bab: Die Berliner Bohème [1904], urn:nbn:de:kobv:109-1-5941052, digitalisiert von: Zentral- und Landesbibliothek Berlin, 2014.
- Band 3. Magnus Hirschfeld: Berlins drittes Geschlecht [1904], urn:nbn:de:kobv:109-1-5932104, digitalisiert von: Zentral- und Landesbibliothek Berlin, 2014.
- Band 4. Hans Ostwald: Berliner Tanzlokale [1905], urn:nbn:de:kobv:109-1-5933100, digitalisiert von: Zentral- und Landesbibliothek Berlin, 2014.
- Band 5. Hans Ostwald: Zuhältertum in Berlin [1905], urn:nbn:de:kobv:109-1-5578191, digitalisiert von: Zentral- und Landesbibliothek Berlin, 2014.
- Band 6. Eberhard Buchner: Sekten und Sektierer in Berlin [1905], urn:nbn:de:kobv:109-1-6382382, digitalisiert von: Zentral- und Landesbibliothek Berlin, 2014.
- Band 7. Hans Ostwald: Berliner Kaffeehäuser [1905], urn:nbn:de:kobv:109-1-15358474, digitalisiert von: Zentral- und Landesbibliothek Berlin, 2014.
- Band 8. Georg Bernhard: Berliner Banken [1905], urn:nbn:de:kobv:109-1-5939830, digitalisiert von: Zentral- und Landesbibliothek Berlin, 2014.
- Band 9. Albert Weidner: Aus den Tiefen der Berliner Arbeiterbewegung [1905], urn:nbn:de:kobv:109-1-5935917, digitalisiert von: Zentral- und Landesbibliothek Berlin, 2014.
- Band 10. Arno Arndt: Berliner Sport [1905], urn:nbn:de:kobv:109-1-5934570, digitalisiert von: Zentral- und Landesbibliothek Berlin, 2014.
- Band 11. Max Winter: Das goldene Wiener Herz [1905]
- Band 12. Otto Herschmann: Wiener Sport [1905]
- Band 13. Max Winter: Im unterirdischen Wien [1905]
- Band 14. Felix Salten: Wiener Adel [1905]
- Band 15. Moritz Loeb: Berliner Konfektion [1906], urn:nbn:de:kobv:109-1-6376715, digitalisiert von: Zentral- und Landesbibliothek Berlin, 2014.
- Band 16. Emil Bader: Wiener Verbrecher [1905]
- Band 17. Alfred Deutsch-German: Wiener Mädel [1906]
- Band 18. Adolf Goetz: Ballin, ein königlicher Kaufmann [1907]
- Band 19. Victor Noack: Was ein Berliner Musikant erlebte [1906], urn:nbn:de:kobv:109-1-15360581, digitalisiert von: Zentral- und Landesbibliothek Berlin, 2014.
- Band 20. Wilhelm Hammer: Die Tribadie Berlins* [1906], urn:nbn:de:kobv:109-1-7705750, digitalisiert von: Zentral- und Landesbibliothek Berlin, 2014.
- Band 20. Johannes Tews: Berliner Lehrer [1907], urn:nbn:de:kobv:109-1-5942385, digitalisiert von: Zentral- und Landesbibliothek Berlin, 2014.
- Band 21. Johannes Werthauer: Berliner Schwindel [1905]. urn:nbn:de:kobv:109-1-6388232, digitalisiert von: Zentral- und Landesbibliothek Berlin, 2014.
- Band 22. Eberhard Buchner: Varieté und Tingeltangel in Berlin [1905], urn:nbn:de:kobv:109-1-5937037, digitalisiert von: Zentral- und Landesbibliothek Berlin, 2014.
- Band 23. Wilhelm Hammer: Zehn Lebensläufe Berliner Kontrollmädchen [1905], urn:nbn:de:kobv:109-1-6389955, digitalisiert von: Zentral- und Landesbibliothek Berlin, 2014.
- Band 24. Franz Hoeniger: Berliner Gerichte [1905], urn:nbn:de:kobv:109-1-5938477, digitalisiert von: Zentral- und Landesbibliothek Berlin, 2014.
- Band 25. Spektator (Leopold Katscher): Berliner Klubs [1905], urn:nbn:de:kobv:109-1-5661972, digitalisiert von: Zentral- und Landesbibliothek Berlin, 2014.
- Band 26. Ella Mensch: Bilderstürmer in der Berliner Frauenbewegung [1906], urn:nbn:de:kobv:109-1-6383835, digitalisiert von: Zentral- und Landesbibliothek Berlin, 2014.
- Band 27. Max Marcuse: Uneheliche Mütter [1906], urn:nbn:de:kobv:109-1-6385137, digitalisiert von: Zentral- und Landesbibliothek Berlin, 2014.
- Band 28. Hans Hyan: Schwere Jungen [1906], urn:nbn:de:kobv:109-1-7013459, digitalisiert von: Zentral- und Landesbibliothek Berlin, 2014.
- Band 29. Walter Turszinsky: Berliner Theater [1906], urn:nbn:de:kobv:109-1-5655648, digitalisiert von: Zentral- und Landesbibliothek Berlin, 2014.
- Band 30. Satyr (Richard Dietrich): Lebeweltnächte der Friedrichstadt [1906], urn:nbn:de:kobv:109-1-6379652, digitalisiert von: Zentral- und Landesbibliothek Berlin, 2014.
- Band 31. Johannes Werthauer: Moabitrium. Szenen aus der Großstadt-Strafrechtspflege [1907], urn:nbn:de:kobv:109-1-15360570, digitalisiert von: Zentral- und Landesbibliothek Berlin, 2014.
- Band 32. Viktor Günther: Pétersbourg s'amuse [1907]
- Band 33. Ernst Schuchardt: Sechs Monate Arbeitshaus [1907], urn:nbn:de:kobv:109-1-7014549, digitalisiert von: Zentral- und Landesbibliothek Berlin, 2014.
- Band 34. Assessor (Pseudonym): Die Berliner Polizei [1907], urn:nbn:de:kobv:109-1-5660707, digitalisiert von: Zentral- und Landesbibliothek Berlin, 2014.
- Band 35. Hans Ostwald: Berliner Spielertum [1907], urn:nbn:de:kobv:109-1-5929727, digitalisiert von: Zentral- und Landesbibliothek Berlin, 2014.
- Band 36. Hans Freimark: Moderne Geisterbeschwörer und Wahrheitssucher [1907], urn:nbn:de:kobv:109-1-7009742, digitalisiert von: Zentral- und Landesbibliothek Berlin, 2014.
- Band 37. M. Baer: Der internationale Mädchenhandel [1908], urn:nbn:de:kobv:109-1-5652222, digitalisiert von: Zentral- und Landesbibliothek Berlin, 2014.
- Band 38. Leo Benario: Die Wucherer und ihre Opfer [1907], urn:nbn:de:kobv:109-1-7012321, digitalisiert von: Zentral- und Landesbibliothek Berlin, 2014.
- Band 39. Triton (Adolf Goetz): Der Hamburger "Junge Mann" [1907]
- Band 40. Johannes Werthauer: Sittlichkeitsdelikte in der Großstadt [1907], urn:nbn:de:kobv:109-1-7011125, digitalisiert von: Zentral- und Landesbibliothek Berlin, 2014.
- Band 41. Magnus Hirschfeld: Die Gurgel Berlins [1907], urn:nbn:de:kobv:109-1-6377996, digitalisiert von: Zentral- und Landesbibliothek Berlin, 2014.
- Band 42. Walter Bahn: Meine Klienten. Beiträge zur modernen Inquisition [1907], urn:nbn:de:kobv:109-1-6386635, digitalisiert von: Zentral- und Landesbibliothek Berlin, 2014.
- Band 43. Clerk (Pseudonym): Berliner Beamte [1907], urn:nbn:de:kobv:109-1-5657249, digitalisiert von: Zentral- und Landesbibliothek Berlin, 2014.
- Band 44. Martin Ebeling: Großstadt-Sozialismus [1907], urn:nbn:de:kobv:109-1-15360557, digitalisiert von: Zentral- und Landesbibliothek Berlin, 2014.
- Band 45. Albert Südekum: Großstädtisches Wohnungselend [1908], urn:nbn:de:kobv:109-1-5653477, digitalisiert von: Zentral- und Landesbibliothek Berlin, 2014.
- Band 46. Balder Olden: Der Hamburger Hafen [1907]
- Band 47. Leo Colze: Berliner Warenhäuser [1908], urn:nbn:de:kobv:109-1-5654473, digitalisiert von: Zentral- und Landesbibliothek Berlin, 2014.
- Band 48. Georg Buschan: Geschlecht und Verbrechen [1908], urn:nbn:de:kobv:109-1-5930944, digitalisiert von: Zentral- und Landesbibliothek Berlin, 2014.
- Band 49. Alfred Lasson: Gefährdete und verwahrloste Jugend [1908], urn:nbn:de:kobv:109-1-5659177, digitalisiert von: Zentral- und Landesbibliothek Berlin, 2014.
- Band 50. Edmund Edel: Neu-Berlin [1908], urn:nbn:de:kobv:109-1-6381081, digitalisiert von: Zentral- und Landesbibliothek Berlin, 2014.

* Dieser Band wurde auf Beschluss des Landesgerichtes I Berlin am 9. Januar 1907 verboten.